# Ares (Galicien)
Ares ist eine spanische Gemeinde in der Autonomen Gemeinschaft Galicien an der Atlantikküste. Ares ist auch eine Stadt, eine Parroquia und der Verwaltungssitz der gleichnamigen Gemeinde. Die 6.156 Einwohner (Stand: 2024), leben auf einer Fläche von 18,31 km², 54 km von der Provinzhauptstadt A Coruña entfernt.

## Geografische Lage
Ares grenzt im Norden an die Gemeinde Mugardos und im Osten an die Gemeinde Fene. Im Süden liegt die Bucht Ria de Ares und im Nordwesten die Bucht Ria de Ferrol.

## Gemeindegliederung
Die Gemeinde Ares ist in drei Parroquias gegliedert:
| Parroquias | Patrozinium | Einwohner 2024 | Fläche km² | Dichte Einw./km² | Höhe msnm | Ortskennzahl |
| ---------- | ----------- | -------------- | ---------- | ---------------- | --------- | ------------ |
| Ares       | San Xosé    | 4.802          | 7,22       | 665              | 4.67      | 15004010000  |
| Caamouco   | San Vicente | 810            | 3,73       | 217              | 62        | 15004020000  |
| Cervás     | San Pedro   | 520            | 6,82       | 76               | 112       | 15004030000  |

## Wirtschaft
| Ackerbau, Viehzucht und Fischerei                                                  | 030   | 01,40  |
| Industrie                                                                          | 0340  | 015,83 |
| Bauwirtschaft                                                                      | 0214  | 09,96  |
| Dienstleistungsbetriebe                                                            | 1.564 | 072,81 |
| Total                                                                              | 2.148 | 100,00 |
| * Daten aus dem Statistischen Amt für Wirtschaftliche Entwicklung in Galicien, IGE |       |        |